# اوست-سوخویاز
اوست-سوخویاز (انگلیسی: Ust-Sukhoyaz) یک شهرک در شهرستان کاراایدلسکی استان باشقیرستان کشور روسیه است.